# Lionello Levi Sandri
Pour les articles homonymes, voir Sandri.
Lionello Levi Sandri, né le 5 octobre 1910 à Milan, et mort le 14 avril 1991 à Rome, est un homme d'État italien. Antifasciste, opposant à Mussolini, et membre du PSI, il est président du Conseil d'État de 1979 à 1980, commissaire européen de 1961 à 1970, ainsi que vice-président de la Commission de 1964 à 1970.

## Biographie

### Études et débuts
Il étudie à l'Université de Milan et se spécialise à la École normale supérieure de Pise. À l'issue de sa formation, en 1932, Levi Sandri entre dans une carrière de fonctionnaire de l'administration italienne de l'emploi et est promu à des postes importants, à un jeune âge. En 1940, il devint professeur de droit industriel à l'Université de Rome.

### Engagement lors de la Seconde Guerre mondiale
Il participe aux campagnes de guerre en Libye en tant que capitaine d’artillerie. Il retourne en Italie en août 1941. Après l’armistice du 8 septembre 1943 et des événements associés, il abandonne son poste de chef de section au ministère des Entreprises à Rome et s’installe à Valle Camonica, où il est un membre actif du mouvement de résistance contre Benito Mussolini, où il dirige les partisans de la formation “Fiamme Verdi” (des Flammes vertes) dans la région de Brescia.
En octobre 1944, le commandement de la division des Flammes vertes lui ordonne d’entrer en contact direct avec le commandement suprême américain dans l’Italie libérée. Le 4 décembre, il franchit la Ligne gothique et rejoint les Américains de l’OSS (Office of Strategic Services) à Sienne et obtient des accords d’aide et de coopération entre les Flammes Vertes et l’US Air Force.
Parachuté au-dessus du Mortirolo dans la haute vallée de Camonica le 13 février 1945, il participe à la première bataille du Mortirolo, du 22 au 27 février, puis organise et commande la deuxième bataille, qui a lieu du 10 au 29 avril. Pour son activité dans la Résistance, il reçoit la médaille d’argent de la valeur militaire.
Il a été président de la Fédération italienne des volontaires pour la liberté.

### En politique
Après la guerre, Lionello Levi Sandri s'implique dans le Parti socialiste italien (PSI). De 1946 à 1950, il est membre du conseil de la ville de Brescia. À partir de 1948, il est un membre du comité exécutif du parti au niveau régional. Il a été plusieurs fois chef de cabinet du ministre du Travail, de 1946 à 1948, de 1954 à 1957, et de 1950 à 1951 auprès du ministre des Transports.
Plus tard, il milite en faveur de la création du Parti des socialistes européens.

### Au Conseil d’État
Nommé membre le 10 mai 1948, il est Président du Conseil d’État du 14 septembre 1979 au 5 octobre 1980, avant d'être Président émérite de cette même institution le 25 février 1981.

### À la Commission européenne
Il est nommé à la première Commission européenne en décembre 1960 (ou février 1961) comme le successeur de Giuseppe Petrilli dans la Commission Hallstein I et y est responsable des Affaires sociales. Il prend en charge l'égalisation de la législation du travail et des droits sociaux entre les différents États de la CEE. Il continue en tant que membre de la deuxième Commission Hallstein (1962-1967), où il est vice-président à partir de 1964, et en tant que membre de la Commission Rey de 1967 à 1970.

## Décorations
- Chevalier grand-croix de l'ordre du Mérite de la République italienne‎, 2 juin 1969[2]
- Grand officier de l'ordre du Mérite de la République italienne‎, sur proposition de la présidence du Conseil des ministres, 2 juin 1955[3]